# قلعه کک کهزاد
قلعه کک کهزاد قلعه ای تاریخی واقع در شهرستان انار دره در فراه افغانستان است که قدمت این قلعه مربوط به دوره اشکانیان - دوره ساسانیان است.

## موقعیت جغرافیایی
این قلعه در کوه خواجه  دردهستان کوه خواجه بخش تیمورآباد شهرستان هامون در ۳۰ کیلومتری غرب شهر محمدآباد،  مرکز شهرستان هامون و در ۹ کیلومتری شهر علی‌اکبر قرار دارد برای رسیدن به کوه خواجه بایستی در جاده ی اصلی محمدآباد – زاهدان قرار بگیرید. در همان ابتدای جاده تابلوی راهنما راه را نشان می دهد. این جاده ابتدا به روستای سرسنگ و سپس به روستای ده لطف الله می رسد. فاصله ی روستای لطف الله تا کوه خواجه چیزی حدود سه کیلومتر است. این اثر در تاریخ ۳۰ تیر ۱۳۸۴ با شمارهٔ ثبت ۱۲۱۵۴ به‌عنوان یکی از آثار ملی ایران به ثبت رسیده است.

## آثار معماری
عناصر اصلی شامل ساختمان مرکزی، برج و باروی قلعه است. ساختمان مرکزی آن در ضلع شمالی قرار دارد و اتاق‌های آن در دو طبقه است. قلعه مذکور با توجه به نوع ساخت و با در نظر گرفتن موقعیت استراتژیکی منطقه، به یک دژ نظامی شبیه است.
ذوالفقار کرمانی در کتاب جغرافیای نیمروز می‌نویسد: این قلعه در روی تپه واقع شده است و این قلعه را حشمت الملک جهت حفظ و حراست بند (سد) سیستان ساخته است.